# Máximo Cuervo Radigales
Máximo Cuervo Radigales (Madrid, 1893-Madrid, 1982) fue un militar español miembro del Cuerpo Jurídico Militar, que ocupó diversos cargos al final de la Guerra Civil Española, como director general de Prisiones y presidente del Patronato de Redención de Penas por Trabajo. Por este motivo, tuvo un destacado papel en la represión franquista posterior a la contienda. Asimismo, estuvo muy relacionado con instituciones católicas de diversa índole.

## Biografía
Máximo Miguel Cuervo Radigales, nacido en Madrid en 1893, era hijo del matrimonio formado por Amador Cuervo y María Cinta Radigales y tuvo como hermanos a Fernando, Antonio y Carmen; esta última fue una de las primeras mujeres del Opus Dei. Estudió en el colegio jesuita de Chamartín; posteriormente se afilió a la Asociación Católica Nacional de Propagandistas (ACNdP): ingresó en el Centro de la ACNnP de Madrid en 1925, y pasó a ser socio numerario activo en 1955.
En 1913 ingresó en el Cuerpo Jurídico Militar y pocos años después fue enviado a Marruecos, siendo destinado a la Alta Comisaría de España en Marruecos. Posteriormente recibió otros destinos en la península ibérica. Destacado miembro de la ACNdP, entre 1933 y 1936 formó parte de la Junta Central de Acción Católica Española. También formó parte de la dirección del Centro de Estudios Universitarios (CEU), siendo su gerente.
Al comienzo de la Guerra civil se encontraba en Madrid, y aunque fue detenido por «desafecto», en 1937 lograría escapar a la zona franquista.
En 1938 fue puesto al frente del Servicio Nacional de Prisiones, y después de la contienda como director general de Prisiones, puesto que mantuvo hasta 1942. Al frente de la institución reorganizó los servicios carcelarios en la zona franquista. Fue autor del sistema de Redención de Penas por Trabajo, mediante el cual los presos —especialmente los presos políticos— podían reducir su tiempo de condena a través de la realización de trabajos forzados. El escritor Eduardo de Guzmán señala que Cuervo Radrigales también fue el ideólogo del llamado «turismo penitenciario», el cual consistía "en mandar a todos los presos de un extremo a otro de la península en tales condiciones que, por ejemplo, para un preso tres traslados equivalían a un fusilamiento". La dureza de sus medidas represivas hizo que los presos le llamaran coloquialmente «el máximo cuervo». Sin embargo, para Máximo Cuervo toda esta política no era otra cosa que la «restauración del orden jurídico perturbado» tras el estallido de la guerra.
Cuervo Radigales llegó a acuñar un notorio lema carcelario: «La disciplina de un cuartel, la seriedad de un banco, la caridad de un convento».
El historiador Hugh Thomas señala que Cuervo Radigales no hizo nada para evitar el clima represivo y de venganzas que imperaba tras el final de la contienda. Sin embargo, Paul Preston apunta que en 1940 se quejó a Franco del excesivo número de presos que se concentraban en las prisiones.
Tras la guerra, durante la dictadura franquista fue auditor general del Ejército y miembro en varias ocasiones del Consejo Supremo de Justicia Militar. En los años de posguerra estuvo muy relacionado con la provincia de Almería. En su faceta empresarial fue un promotor del turismo en Almería. Mantuvo una estrecha relación con la comunidad jesuita de la provincia, a la que benefició en buena medida; por ejemplo, donando terrenos para la compañía de Jesús. Siguió estando muy relacionado con el ámbito católico. En 1943 fundó la Biblioteca de Autores Cristianos (BAC) junto a José María Sánchez de Muniain, entidad que dirigió hasta su jubilación en 1970.
Fue consejero permanente del Consejo de Estado entre 1952 y 1976.
También formó parte del consejo de administración de la Editorial Católica, entre 1939 y 1970.
Casado con María Valseca en 1918, el matrimonio tuvo nueve hijos.
Falleció en el Hospital Militar Generalísimo Franco de su ciudad natal el 8 de enero de 1982.

## Condecoraciones
- Encomienda con placa de la Gran Orden Imperial de las Flechas Rojas (1939)[24]
- Encomienda con Placa de la Orden Civil de Alfonso X el Sabio (1946)[25]
- Gran Cruz (con distintivo blanco) del Mérito Militar (1949)[26]
- Gran Cruz de la Real y Militar Orden de San Hermenegildo (1950)[27]
- Gran Cruz del Mérito de San Silvestre concedida por Pío XII (1953)[1]
- Gran Cruz de la Orden de Isabel la Católica (1959)[28]